# Mouchamps

Mouchamps este o comună în departamentul Vendée, Franța. În 2009 avea o populație de 2,600 de locuitori.